# 中村拡三
中村 拡三（なかむら こうぞう、1923年3月21日 - 2002年9月10日）は、日本の解放運動家・教育家。

## 略歴
長野県塩尻市出身。1943年長野師範学校卒業。長野県、奈良県、京都府で小中学校の教諭として勤務した後、解放教育研究所事務局長をへて、近畿大学人権問題研究所助教授、教授。1993年定年退職。部落解放運動に挺身し「解放の学力」を提唱した。

## 著書
- 『教育調査の理論と展開』潮文社 1956
- 『解放の教育と集団主義』汐文社 1963
- 『子ども会活動入門』明治図書出版 1966
- 『集団主義と教科指導』明治図書出版 1969
- 『解放教育著作集』明治図書出版 1973
- 『解放教育の創造と学力』 (解放教育新書) 明治図書出版 1975
- 『同盟休校闘争とは何か』 (解放教育新書) 明治図書出版 1976
- 『解放教育教科書 1 (部落の歴史と現状)』明治図書出版 1977
- 『解放教育教科書 3 (子ども会の歴史と現状)』明治図書出版 1978
- 『解放教育教科書 4 (子ども会の組織と活動)』明治図書出版 1981
- 『解放教育教科書 5 (学校教育の現状と構想)』明治図書出版 1981
- 『解放教育教科書 6 解放の学力と授業 その方法と展開』明治図書出版 1984
- 『解放教育教科書 7　解放の学力と授業 その背景と理論』明治図書出版 1984
- 『ルポ・解放教育の最前線をいく』 (教育選書) 明治図書出版 1987
- 『人権教育の原則と方法』 (教育新書) 明治図書出版 1988
- 『底辺を歩く 「解放の学力」を求めて』 (教師・人間の記録) 明治図書出版 1997
- 『新しい学力観と解放の学力』 (オピニオン叢書)明治図書出版 1999

### 共編著
- 『なかま』松浦勇太郎共編 汐文社 1964
- 『講座部落解放の教育 第4解放の学力 人権と労働・民族・平和』小川太郎共編 汐文社 1965
- 『なぜ集団主義を選んだか』大西忠治,大畑佳司共著 (教育問題新書) 明治図書出版 1965
- 『部落問題論』和田鶴蔵共編 学術図書出版社 1984
- 『解放教育の展開 6　解放教育の原則と展望』編集責任 全国解放教育研究会編 明治図書出版 1985
- 『新学習指導要領と人権教育』解放教育研究所共編 明治図書出版(教育新書 1989
- 『子どもたちが輝くとき 生活学校奥海3年間の記録』辻玄子共著 生活教育研究所 1990
- 『資料集成・小さな同志 日本におけるピオネール運動その全貌』全5巻 編著 『資料集成小さな同志』刊行委員会 1993-98

## 論文
- <中村拡三